# Yutu (månbil)
Yutu (kinesiska: 玉兔; pinyin: Yùtù) är en sexhjulig månbil, som ingick i Kinas nationella rymdstyrelses projekt Chang'e 3. Månbilen sattes ner på månen inom ramen för kinesiska månutforskningsprogrammet.
Yutu sköts upp 1 december 2013, klockan 17.30 UTC, och nådde månen 14 december 2013. Detta var den första mjuklandningen på månen sedan 1976, och det var den första gången som en månbil användes sedan den sovjetiska Lunochod 2 slutade att fungera i maj 1973.
Månbilen fick efter sex veckor svårt att fungera, sedan den hade klarat sin första tvåveckors månnatt. Efter den andra månnatten kunde den inte röra sig, men kunde ändå, från sin fasta position, fortsätta att samla in användbara uppgifter. I oktober 2015 slog Yutu det tidigare rekordet för en månbils livslängd. 31 juli 2016 slutade Yutu att fugera, efter totalt 31 månader. Det var en bra bit bortom den förväntade livslängden på tre månader. 
I januari 2019 kom efterföljaren till Yutu, Yutu 2, inom ramen för uppdraget Chang'e 4, för att användas på månens baksida.

## Historia
Månbilen Yutu utvecklades av Shanghai Aerospace System Engineering Institute (SASEI) och Beijing Institute of Spacecraft System Engineering (BISSE). Utvecklingen av den sexhjuliga månbilen började 2002 och var klar i maj 2010. Månbilen placerades ut från landaren och undersökte månytan självständigt. Namnet på månbilen valdes från en Internetomröstning och är en referens till "jadekaninen", som är den kinesiska mångudinnan Chang'es husdjur.